# Mankessim
Mankessim est une ville de la région centrale, du Ghana, en Afrique de l'Ouest.

## Situation
La ville est située à environ 75 km à l'ouest d'Accra, sur la route principale de Sekondi-Takoradi. La ville culmine à près de 75 mètres au-dessus du niveau de la mer.

## Histoire
L'histoire de Mankessim est liée à trois guerriers célèbres du Royaume de Mankessim : Obrumankoma, Odapagyan et Oson.

## Démographie et population
La ville est le siège traditionnel de la communauté Fante du Ghana et sa population s'élève à 26 909 au 31 août 2019.

### Personnalités liées à la commune
- Lydia Forson, actrice, y est née en 1984[4]
- Augustine Arhinful, footballeur y est né en 1994.

## Développement
Mankessim possède un certain nombre de cliniques. La ville comporte également l'hôpital Mercy pour femmes. La ville accueille également un grand marché. La ville compte également l' Odopee Herbal Research and Learning Centre, un centre de recherche médical sur les propriétés médicinales de certaines plante. Cet établissement affirme avoir élaboré plusieurs remèdes à base de plantes pouvant guérir certaines maladies oculaires,.